# Platalina genovensium
Platalina genovensium (Thomas, 1928) è un pipistrello della famiglia dei Fillostomidi, unica specie del genere Platalina (Thomas, 1928), endemico del Perù.

## Descrizione

### Dimensioni
Pipistrello di piccole dimensioni, con la lunghezza della testa e del corpo tra 72 e 76 mm, la lunghezza dell'avambraccio tra 46 e 50 mm, la lunghezza della coda tra 14 e 19 mm, la lunghezza del piede di 12 mm, la lunghezza delle orecchie di 13 mm e un peso fino a 47 g.

### Caratteristiche craniche e dentarie
Il cranio ha un rostro molto lungo, i denti masticatori esili e allungati, gli incisivi grandi, spatolati e procombenti. I canini sono sottili.
Sono caratterizzati dalla seguente formula dentaria:

### Aspetto
La pelliccia è lunga. Il colore generale del corpo è marrone chiaro, con la base dei peli biancastra. Il muso è allungato, con numerose corte vibrisse e una foglia nasale romboidale, con la metà superiore triangolare e i margini della parte inferiore convergenti. La lingua è lunga, estensibile e ricoperta di papille setolose. Le orecchie sono relativamente piccole, arrotondate e separate. Il trago è ben sviluppato, con una piccola proiezione all'estremità del margine esterno e concavo all'estremità di quello esterno.  La coda è corta, mentre l'uropatagio è esteso e cosparso di pochi peli.

## Biologia

### Comportamento
Si rifugia all'interno di miniere e grotte formando colonie fino a 50 individui.

### Alimentazione
Si nutre di nettare e polline di cactus del genere Weberbauerocereus.

### Riproduzione
Femmine gravide sono state osservate durante il mese di settembre. Danno alla luce un piccolo alla volta.

## Distribuzione e habitat
Questa specie è endemica del Perù occidentale.
Vive in zone aride fino a 2.300 metri di altitudine. Si trova frequentemente in costruzioni umane come i ponti.

## Conservazione
La IUCN Red List, considerato che questa specie è in diminuita di circa il 30% negli ultimi 10 anni a causa del declino del proprio habitat, costituito da grotte e associato ai cactus, classifica P.genovensium come specie prossima alla minaccia di estinzione (Near Threatened).
Durante una prolungata siccità nella regione di Arequipa sono state osservate alcune colonie scomparire o emigrare.